# Лоик Ноте
Лоик Ноте на френски: Loïc Edward Nottet е белгийски певец.
Става популярен с участието си в третия сезон на „Гласът на Белгия“ и заема второ място през 2014 година. През 2015 година представи Белгия на Евровизия 2015 във Виена, Австрия, с песента „Rhythm Inside“ („Вътрешен ритъм“), и зае четвъртото място с 217 точки. 

## Живот и кариера

### 2013 – 2014: „Гласът на Белгия“
Ноте участва в третия сезон на „Гласът на Белгия“, провел се през 2014 година, и става втори. Бил е част от екипа на Beverly Jo Scott.

### Песенен конкурс „Евровизия“ 2015
На 3 ноември 2014 г. белгийският френскоезичен телевизионен канал RTBF, съобщава, че Ноте ще бъде белгийският представител на Евровизия 2015 във Виена, Австрия.  На 10 март 2015 г., неговата песен „Rhythm Inside“ („Вътрешен ритъм“), бива обявена. Изпълнявайки в първия полуфинал, достига успешно Големия финал на конкурса. Песента заема четвъртото място с 217 точки.